# Pleurothallis acestrophylla
Pleurothallis acestrophylla är en orkidéart som beskrevs av Carlyle August Luer. Pleurothallis acestrophylla ingår i släktet Pleurothallis och familjen orkidéer. Inga underarter finns listade i Catalogue of Life.